# Губернатор Вермонта
Губернатор штата Вермонт является главой правительства штата Вермонт, США. Должностное лицо избирается в чётные годы прямым голосованием сроком на два года. Вермонт и граничащий с ним Нью-Гэмпшир в настоящее время являются единственными штатами, которые проводят выборы губернаторов каждые два года, а не через каждые четыре, как в других 48 штатах США.
В штате нет ограничений по количеству сроков, на которые может избираться губернатор Вермонта. Если ни один из кандидатов не получает по меньшей мере 50 процентов плюс один голос от всех голосов за губернатора, поданного на выборах, то в этом случае губернатор штата Вермонт избирается законодательным собранием штата. Действующий губернатор Вермонта — республиканец Фил Скотт. Он был приведён к присяге 5 января 2017 года, став 82-м губернатором Вермонта.

## Функции
Рабочие офисы губернатора расположены в столице штата, городе Монтпилиер. Церемониальный офис губернатора, который использовался во время законодательной сессии Генеральной ассамблеи, расположен в здании штата Вермонт, также в Монтпилиере.
Конституция Вермонта детализирует полномочия губернатора:
- назначать всех должностных лиц («за исключением случаев, когда законом предложен другой способ назначения»)
- заполнять все вакансии в офисе, пока должность не будет заполнена в порядке, установленном конституцией штата или законодательством штата
- вести переговоры с другими штатами
- «Позаботиться о том, чтобы законы выполнялись добросовестно» и «ускорить выполнение таких мер, которые могут быть решены Генеральной ассамблеей»;
- «Использовать казначейство для таких сумм, которые могут быть ассигнованы Генеральной ассамблеей»;
- «Накладывать эмбарго или запрещать вывоз любого товара» на срок до 30 дней во время перерыва в работе Генеральной ассамблеи;
- созывать специальные сессии Генеральной ассамблеи, когда это необходимо;
- Исполнять обязанности главнокомандующего штата Вермонт, руководить вооружёнными силами штата (Государственная гвардия Вермонта и Национальная гвардия Вермонта).